# Willmars
Willmars é um município da Alemanha, situado no distrito de Rhön-Grabfeld, no estado da Baviera. Tem 12,17 km² de área, e sua população em 2019 foi estimada em 581 habitantes.